# Yohei Sato
Yohei Sato (佐藤 洋平 Sato Yohei?), född 22 november 1972 i Miyagi prefektur, är en japansk före detta fotbollsspelare.
Sato började sin karriär 1991 i Sumitomo Metal (Kashima Antlers). Med Kashima Antlers vann han japanska ligan 1996, 1998, japanska ligacupen 1997 och japanska cupen 1997. 1999 flyttade han till Consadole Sapporo. 2003 flyttade han till Júbilo Iwata. Med Júbilo Iwata vann han japanska cupen 2003. Han avslutade karriären 2008.